# Ruscus colchicus
Espèce
Ruscus colchicus, le Fragon de Colchide, est un arbuste vivace de la famille des Asparagaceae. C'est une espèce protégée.

## Description
Le fragon de Colchide mesure de 45 à 55 cm de hauteur ; ses tiges dressées, généralement simples, poussent en phylloclades avec des petites feuilles membraneuses. Les phylloclades sont grands, pointus et oblongs. Les fleurs sont petites et situées sur les phylloclades inférieurs latéraux avec des petites bractées en lancettes. Les baies sont grandes et rouges, mesurant de 8 à 10 mm de diamètre. Les fleurs s'épanouissent progressivement au cours de l'automne et les fruits mûrissent au printemps.

## Distribution et habitat
Cette plante se trouve dans le territoire de Krasnodar au sud de la Russie, dans les bassins des rivières Belaïa et Laba et au bord de la mer Noire du district de Touapsé jusqu'à la frontière avec l'Abkhazie (parc national de Sotchi). Ensuite, on la trouve en Abkhazie et en Géorgie et dans le nord-est de la Turquie.

## Taxonomie
- Synonyme : Platyruscus colchicus (Yeo) A.P.Khokhr. & V.N.Tikhom.

## Conservation
Ruscus colchicus est cultivé dans différents jardins botaniques, ceux de Bakouriani, Batoumi, Krasnodar, Omsk, Sotchi et Soukhoumi. Cette espèce figure dans la liste des espèces menacées du Livre rouge de Russie.